# Permorapisma gori
Permorapisma gori là một loài côn trùng trong họ Permithonidae thuộc bộ Neuroptera. Loài này được Ponomarenko & Shcherbakov miêu tả năm 2004.